# Latur

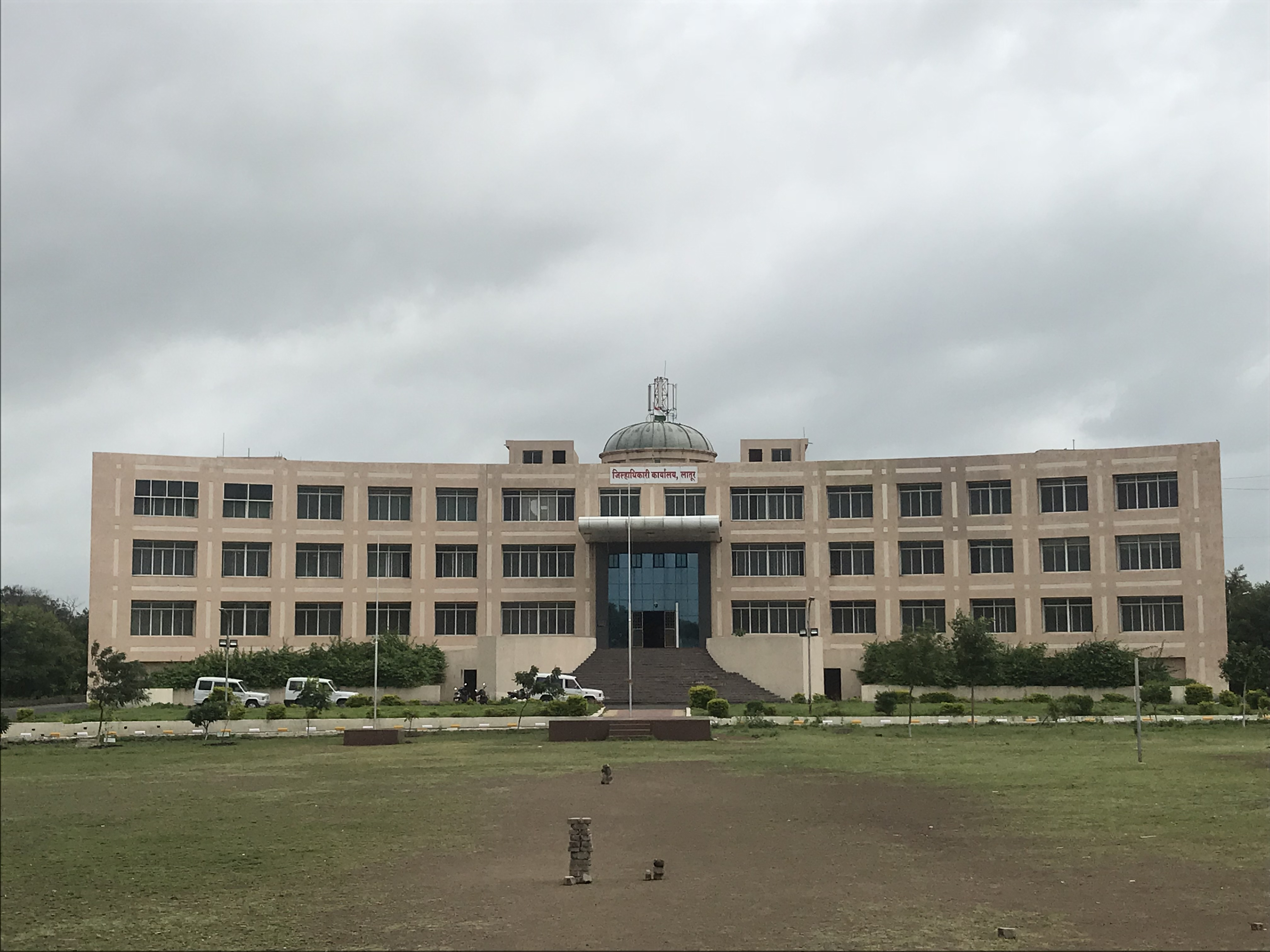
Distriktverwaltung (Collector Office)

Latur (Marathi लातूर) ist eine schnell wachsende Distrikthauptstadt im indischen Bundesstaat Maharashtra mit rund 500.000 Einwohnern. 

## Lage und Klima
Latur liegt etwa auf halber Strecke (jeweils ca. 260 km Fahrtstrecke) zwischen den Millionenstädten Aurangabad und Hyderabad auf etwa 630 m Höhe; die Küstenmetropole Mumbai ist etwa 500 km in westlicher Richtung entfernt. Das Klima ist überwiegend trocken und warm; Regen (ca. 300–800 mm/Jahr) fällt nahezu ausnahmslos während der sommerlichen Monsunzeit, doch wurde die jährliche Regenmenge in den letzten Jahrzehnten immer spärlicher.

## Bevölkerung
| Jahr      | 1991    | 2001    | 2011    |
| Einwohner | 197.408 | 299.985 | 382.940 |

Gut 70 % der zumeist aus den umliegenden Dörfern zugewanderten Stadtbevölkerung sind Hindus, knapp 24 % sind Moslems und ca. 4,5 % sind Buddhisten; der Rest entfällt auf andere Religionsgruppen (Jains, Sikhs, Christen etc.) Der männliche Bevölkerungsanteil ist ca. 5 % höher als der weibliche. Man spricht Marathi oder Hindi.

## Wirtschaft
Latur liegt inmitten einer seit den 1980er Jahren nahezu ausgetrockneten landwirtschaftlichen Region, in der auch Zuckerrohr, Sojabohnen  etc. angebaut wurde; auch die Verpackungsindustrie erlebte einen enormen Aufschwung. Wegen anhaltender Missernten und der gleichzeitigen Verschuldung vieler Kleinbauern hatte der Distrikt jedoch eine der höchsten Selbstmordraten ganz Indiens. Um weitere Dürreschäden zu verhindern, wurde im Jahr 2016 ein Wasserzug (Jaldoot Express) vom etwa 350 km entfernte Krishna-Fluss eingerichtet. Der Betrieb des ca. 12 km westlich der Stadt gelegenen Flughafen Latur kommt nicht so recht in Gang.

## Geschichte
Die nachweisbare Geschichte der Stadt Lattaluru oder Lattlaur geht bis auf die Zeit der Chalukyas von Badami (ca. 550–753) zurück; danach übernahmen die Rashtrakuta-Herrscher die Macht (ca. 753–973). Ab dem 13. Jahrhundert regierten das Sultanat von Delhi und das Bahmani-Sultanat bis zur Machtübernahme des im Jahr 1490 neu gegründeten Ahmadnagar-Sultanats über die Region; letzteres wurde im Jahr 1633 von der Armee des Mogul-Herrschers Shah Jahan unterworfen. Nach dem Tod Aurangzebs (1707) stießen die Marathen in die Region vor; sie wurden jedoch in den Marathenkriegen von den Briten besiegt.

## Sehenswürdigkeiten

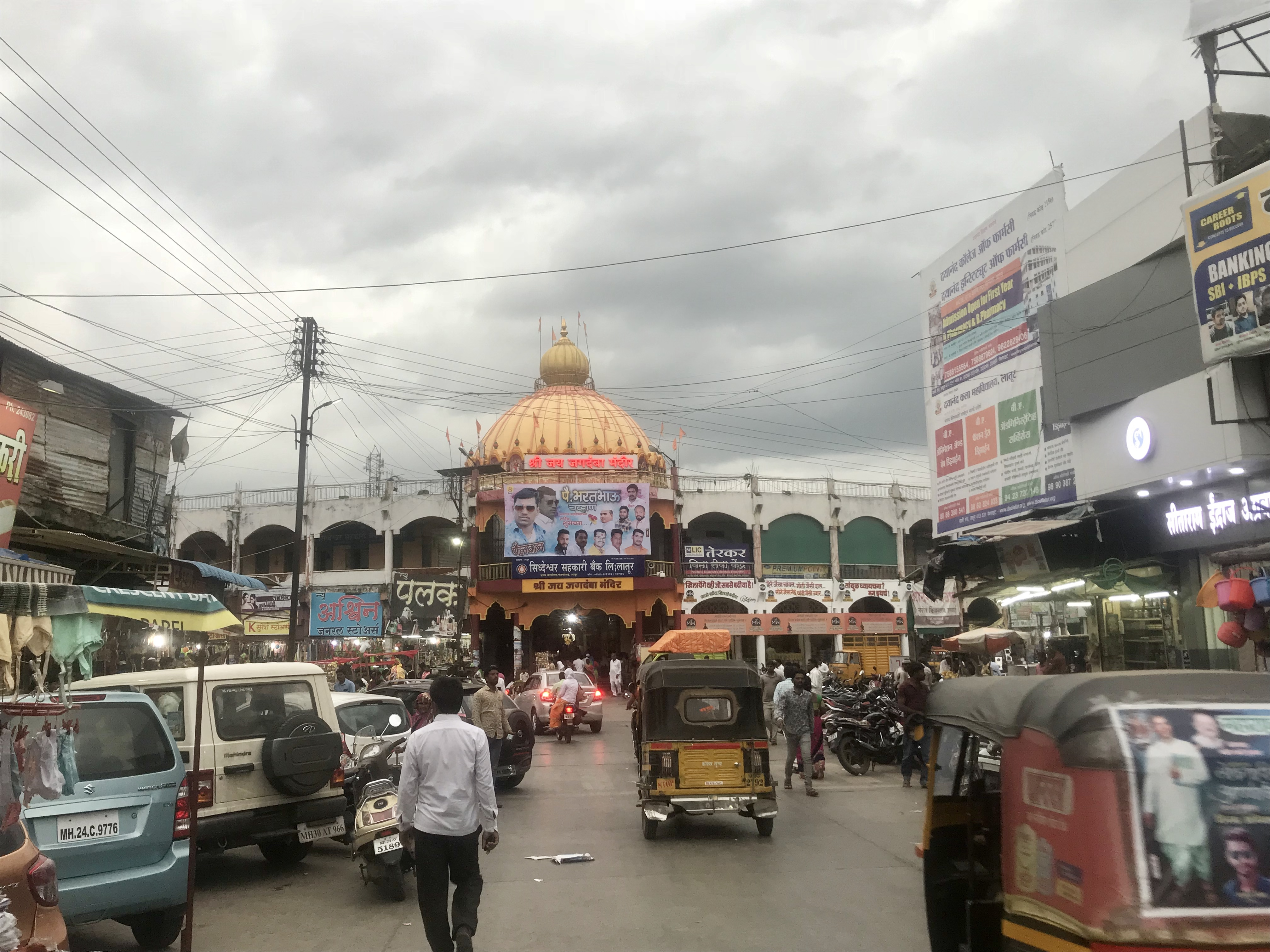
Ganj-Golai-Tempel

Die schnell wachsende Stadt hat kaum historisch oder kulturell bedeutsame Sehenswürdigkeiten.
- Der zu Beginn des 20. Jahrhunderts erbaute zweigeschossige Ganj-Golai-Tempel ist der Göttin (devi) Jagadamba, einer in Maharashtra vielerorts verehrten Mischform der Göttinnen Lakshmi und Parvati, geweiht.
- Das im Jahr 1939 für den von Muslimen und Hindus gleichermaßen als heilig verehrten Sufi Saifullah Shaha Sardari errichtete Mausoleum (dargah) ist ein vielbesuchter Ort.
- Der nur etwa 2 km vom Stadtzentrum entfernte Siddheshwar und Ratneshwar Tempel entstand wahrscheinlich im 12. Jahrhundert und ist dem Hindu-Gott Shiva geweiht. Seine Architektur folgt dem nordindischen Nagara-Stil.[4]

Umgebung
- Ca. 20 km südwestlich liegt die Stadt Ausa mit einer in ebenem Gelände errichteten und von Malik Ambar um das Jahr 1600 eroberten Fortanlage.
- Beim Dorf Kharosa knapp 45 km südöstlich befindet sich ein Komplex von mehreren buddhistischen Höhlen (Kharosa Caves).[5]

## Sonstiges
Am 30. September 1993 gab es in der Region ein Erdbeben der Stärke 6,2 Mw, bei dem annähernd 10.000 Menschen starben.